# مين دوهي
ين دو هي (هانغل: 민도희) والمعروفة باسم دوهي هي ممثلة ومغنية كورية جنوبية، ولدت في 25 سبتمبر 1994 في يوسو، كوريا الجنوبية. ظهرت لأول مرة في عام 2012 كمغنية رئيسية لفرقة الفتيات الكورية الجنوبية تايني جي [الإنجليزية]، وفي التمثيل عام 2013 في مسلسل تلفزيوني أجبني 1994.

## فيلموغرافيا

### افلام
| سنة  | لقب               | دور          |
| ---- | ----------------- | ------------ |
| 2014 | نفق 3D            | بنت          |
| 2015 | اقتراح مثالي      | يو مي        |
| 2017 | أبي أنت ، ابنة لي | باي جين يونغ |
| 2018 | مخبأ              | سي يونغ      |
| 2021 | كتاب السمك        | بوك الجاودار |

### مسلسلات تلفزيونية
| عام  | عنوان العمل             | دور                                                | قناة البث                                |
| ---- | ----------------------- | -------------------------------------------------- | ---------------------------------------- |
| 2013 | الرد 1994               | جو يون جين                                         | tvN                                      |
| 2014 | حديقة الأم              | ها ري را (حجاب)                                    | ام بي سي                                 |
| 2014 | جمعية بلوتو السرية      | عميل متجر صغير (نقش)                               | نظام الفرامل ذات التحكم الإلكتروني (EBS) |
| 2014 | منزل الصعود رقم 24      | مين دو هي                                          | إم بي سي إفري وان                        |
| 2014 | كانتابيل نايل           | تشوي مين هي                                        | كي بي إس 2                               |
| 2015 | حب هوغو                 | فتاة في المدرسة الثانوية في يوسو (حجاب ، الحلقة 2) | تي في إن                                 |
| 2015 | أمي                     | كونغ سون يي                                        | ام بي سي                                 |
| 2016 | مديري الرهيب            | إميلي (النقش)                                      | جاي تي بي سي                             |
| 2016 | الفنان                  | لونا (حجاب ، الحلقة 4)                             | نظام بث سول                              |
| 2016 | مرآة الساحرة            | قريبا دوك                                          | جاي تي بي سي                             |
| 2017 | جيل الفتيات 1979        | اي سوك                                             | كي بي إس 2                               |
| 2017 | أفضل ضربة               | رفيق غرفة تشوي وو سيونغ (حجاب ، الحلقة 2)          | كي بي إس 2                               |
| 2018 | حبي الاول               | جانغ سو را                                         | أو سي إن                                 |
| 2018 | جمال جانجنام            | أوه هيون جونغ                                      | جاي تي بي سي                             |
| 2018 | نظف بشغف الآن           | مين جو يون                                         | جاي تي بي سي                             |
| 2019 | جو مي ريو (ترجمة حرفية) | جو مي ريو                                          | أف تي في - قناة الصيد الكورية            |
| 2020 | 365: كرر السنة          | مين جو يونغ                                        | ام بي سي                                 |
| 2020 | كيف تشتري صديق          | تشوي مي را                                         | كي بي إس 2                               |

## روابط خارجية
- مين دوهي على موقع IMDb (الإنجليزية)
- مين دوهي على موقع ميوزك برينز (الإنجليزية)
- مين دوهي على موقع قاعدة بيانات الفيلم (الإنجليزية)
- مين دوهي على موقع كينوبويسك (الروسية)